# Chiesa dei Santi Felice e Adauto (San Felice del Benaco)
La chiesa dei Santi Felice e Adauto è la parrocchiale di San Felice del Benaco, in provincia di Brescia e diocesi di Verona; fa parte del vicariato del Lago Bresciano.

## Storia
Non si sa di preciso quando sorse la primitiva chiesa di San Felice del Benaco, che era filiale della pieve di Santa Maria in Valtenesi a Manerba del Garda. Il 15 aprile 1432 la chiesa ottenne dal vescovo di Verona Guido Memo il privilegio del fonte battesimale; tale disposizione fu confermata l'8 maggio successivo da papa Eugenio IV.
Il 10 dicembre 1531 la chiesa fu elevata con decreto vescovile al rango di collegiata; la cura delle anime fu così affidata a quattro sacerdoti, che avevano l'incarico di celebrare le funzioni anche nelle chiese filiali della parrocchiale di San Felice.

Il 28 luglio 1643 uno dei quattro sacerdoti venne elevato a prevosto dal vescovo di Verona Marco Giustiniani, rendendo così la chiesa prepositurale.
Tale chiesa venne demolita nel 1743 e subito iniziarono i lavori di costruzione dell'attuale parrocchiale; la nuova chiesa, progettata da Antonio Corbellini, fu portata a compimento nel 1758, mentre nei decenni successivi si procedette al suo abbellimento, finché, nel 1781, venne consacrata dal vescovo di Verona Giovanni Morosini.
Nel 1924 fu rifatto il pavimento e nel 1985 vennero risistemati il tetto e la facciata.

## Descrizione

### Facciata

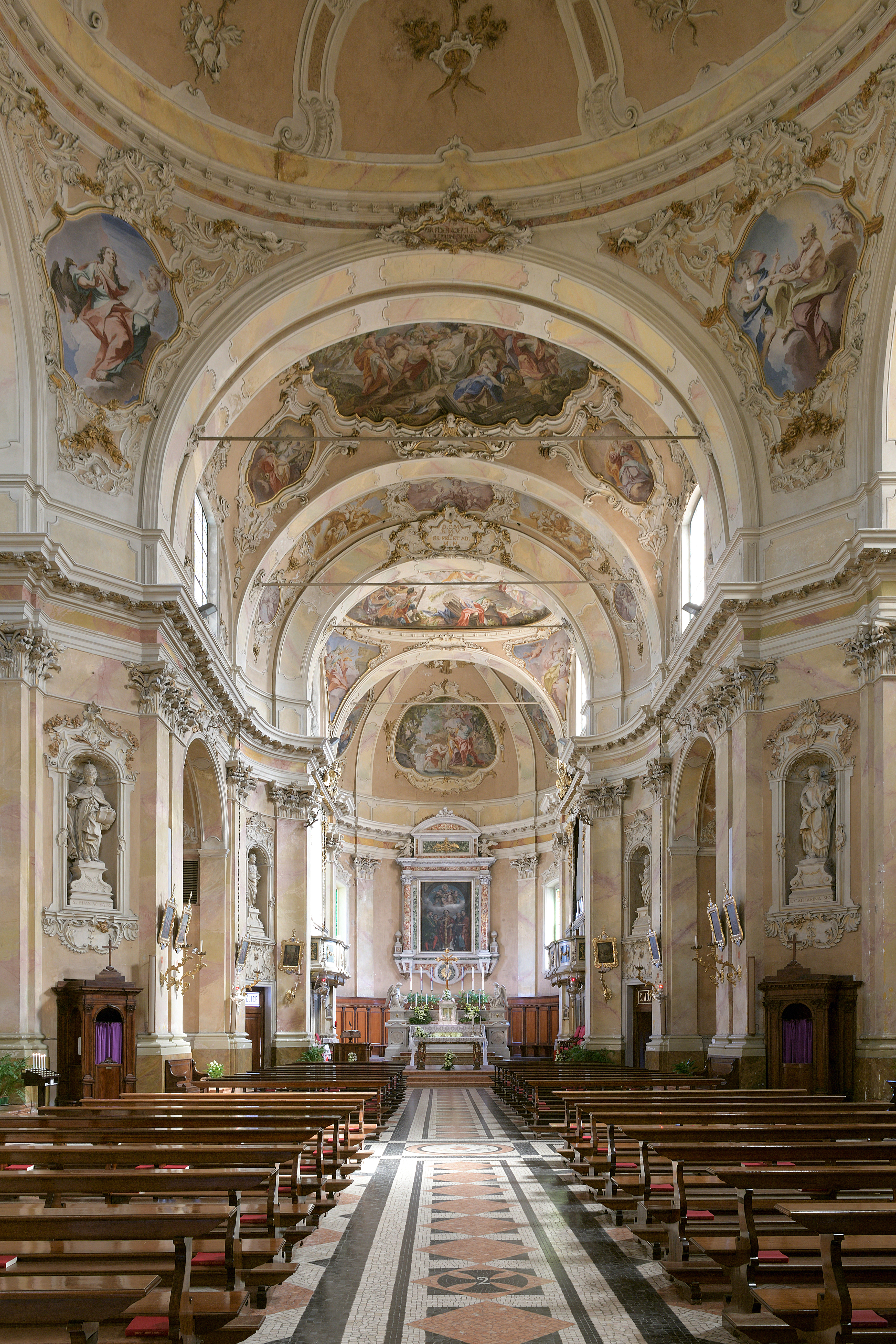
L'interno

La facciata della chiesa, che guarda a nord-est, è in stile barocco ed è divisa in due ordini; il registro inferiore è scandito da sei paraste terminanti con capitelli pseudo-ionici e presenta il portale caratterizzato dal timpano curvilineo, quello superiore è spartito da quattro paraste dotate di capitelli di ordine tuscanico e su di esso si apre un finestrone centrale. A coronare la facciata è il timpano di forma curvilinea.

### Interno
Opere di pregio qui conservate sono la pala ritraente i Santi Felice, Adauto, Antonio Abate, Giovanni Evangelista e Gennaro ai piedi della Vergine Maria in gloria, eseguita tra il 1536 e il 1537 dal Romanino, gli affreschi delle Storie dei Santi Felice e Adauto, dipinti nel XVIII secolo da Carlo Innocenzo Carloni e dal suo aiutante Giosuè Scotti, la tela di Johann Carl Loth con il Martirio di San Bartolomeo, il dipinto raffigurante la Madonna con San Rocco, risalente al XVII secolo, la statua avente come soggetto la Beata Vergine Maria, i quindici quadri dei Misteri del Rosario, la pala ritraente l'Incoronazione della Vergine e i Santi Nicola da Bari, Antonio da Padova, Apollonia e Bernardo di Chiaravalle, realizzata da Pietro Ricchi, e l'altare maggiore in marmi policromi, costruito da Giovanni Emanueli nel 1858.